# Anafrodiziac
Anafrodiziac este o substanță cu efect contrar afrodiziacelor, care diminuează sau stopează dorința sexuală.

Cuvântul anafrodiziac provine de la prefixul „αν” din limba greacă care denotă o negare și Afrodita - zeița dragostei la greci.

## Anafrodiziace naturale
Anafrodiziacele naturale se găsesc în diverse plante, alimente, etc, care odată consumate, duc la scăderea testosteronului din organism cu aproximativ 40%, ceea ce afectează și libidoul. Nivelul hormonului responsabil de libidou se reglează imediat după încetarea administrării anafrodiziacelor.
- Azotat de potasiu
- Bromură
- Camfor
- Coriandru
- Hamei
- Lavandă
- Maghiran
- Mentă
- Salcie
- Smirnă
- Soia
- Talpa gâștei
- Tei